# Porpax (libellengeslacht)
Porpax is een geslacht van libellen (Odonata) uit de familie van de korenbouten (Libellulidae).

## Soorten
Porpax omvat 5 soorten:
- Porpax asperipes Karsch, 1896
- Porpax bipunctus Pinhey, 1966
- Porpax garambensis Pinhey, 1966
- Porpax risi Pinhey, 1958
- Porpax sentipes Dijkstra, 2006